# Charles Messier
Charles Messier (Badonviller, Lorena; 26 de junio de 1730-París, 12 de abril de 1817) fue un astrónomo y cazacometas francés, conocido por ser el creador del catálogo de 110 objetos del espacio profundo (nebulosas, galaxias y cúmulos de estrellas) que constituyen el catálogo de objetos Messier. Este catálogo se publicó por primera vez en 1774. Los objetos Messier se numeran del M1 al M110, y aún hoy en día los aficionados los conocen por ese nombre.

## Vida y obra
Messier había trabajado muchos años como asistente en el Observatorio Marino, instalado en el Hôtel de Cluny, en pleno París, desde donde había realizado todos sus descubrimientos.
Cuenta la leyenda que Messier, gran aficionado a la caza de cometas, inauguró su catálogo con M1 (la nebulosa del Cangrejo) la noche del 28 de agosto de 1758, cuando buscaba en el cielo el cometa 1P/Halley en su primera visita predicha por el astrónomo inglés.
Messier no descubrió todos los objetos de su catálogo, ya que muchos fueron observados por el también francés Pierre Méchain y, años antes, por otros astrónomos como Edmund Halley. El primer verdadero descubrimiento de Messier fue el Cúmulo globular M3 en Canes Venaciti en 1764. Curiosamente, Messier es más famoso por su catálogo de objetos estelares que por los cometas que descubrió.
El interés de Messier en catalogar aquellos objetos fijos estaba en poder distinguirlos de los errantes, lo que le facilitaría la tarea de buscar cometas. Gracias a la publicación de su catálogo, William Herschel se vio estimulado para iniciar (en 1783) un ambicioso proyecto que, a lo largo de 20 años de investigación, le permitió catalogar un gran número de nebulosas y cúmulos en el hemisferio norte.
Pese a que el rey francés Luis XV se refiriera a él como «El hurón de los cometas», Messier no pasaría a la historia por su  gran trabajo como cazacometas, sino que su nombre ha quedado asociado al catálogo de objetos nebulosos que creó, el Catálogo Messier.

## Reconocimientos
- El cráter Messier[2] de la Luna y el asteroide (7359) Messier[3] fueron bautizados en su honor.